# Bruno Salomone
Bruno Salomone (Villeneuve-Saint-Georges,13 de julho de 1970), é um comediante, dublador e ator.

## Biografia

### Juventude e começo
Bruno Salomone, filho único, passou a infância em Marselha, no sul de França, onde sua mãe, flamenga, era costureira e seu pai, siciliano, canalizador, antes da sua família se mudar para Villeneuve-Saint-Georges (Val-de-Marne), na região de Ilha-de-França.
Em meados dos anos 90, após obter um bacharelato (Bac C), entendeu não ser suficientemente bom aluno para vir a ser veterinário. Começou a compor músicas que tocava em pequenas salas de café-teatro enquanto vestia um fato de fantasia de Pateta na Euro Disney durante dois anos. Em 1995, participou num VHS promocional no lançamento da PlayStation. Em 1996, ganhou notoriedade, graças ao humor. Um humor que mexia com os códigos do absurdo, ao ganhar o programa Graines de star transmitido na M6.

### Carreira profissional
Em 1998 atua com regularidade no café-teatro Le Carré Blanc, em Paris (atualmente inexistente), e tornou-se um dos membros da tropa Nous Ç Nous, com Éric Collado, Emmanuel Joucla, Éric Massot e Jean Dujardin, que farão o auge do programa de Patrick Sébastien, Fiesta, na France 2. Com Dujardin, participou no programa Farce Attaque na France 2, depois começou uma carreira a solo no início dos anos 2000.
Em 2000, tocou no seu primeiro programa one-man-show, Pas cochon d'Inde qui qui, seguido em 2003 por Bruno Salomone em Bataclan, sala de espetáculos parisiense. Seguiu igualmente uma carreira como ator na televisão (também é o dublador do jogo Burger Quiz apresentado por Alain Chabat no Canal+ e, mais tarde, na TMC) e estreou no cinema em Gamer (2001) ao lado de Saïd Taghmaoui
Em 2004, contracena com Jean Dujardin e Éric Collado no cinema na comédia Brice de Nice, lançada após o sucesso televisivo de Dujardin em Un gars, une fille.
Em 2006, estrelou o telefilme familiar Au Rescue, as crianças estão de volta!, de Thierry Binisti. A partir de 2007, ele empresta seus traços para um dos personagens principais da série France 2. Não faça aqui, não faça isso, Denis Bouley, um pai de família terno e carinhoso e recomposto, ao lado de Isabelle Gélinas. A série teve grande sucesso comercial e crítico. O sucesso do programa permitiu-o fazer escolhas a longo prazo.

### Diversificação e regresso aos palcos

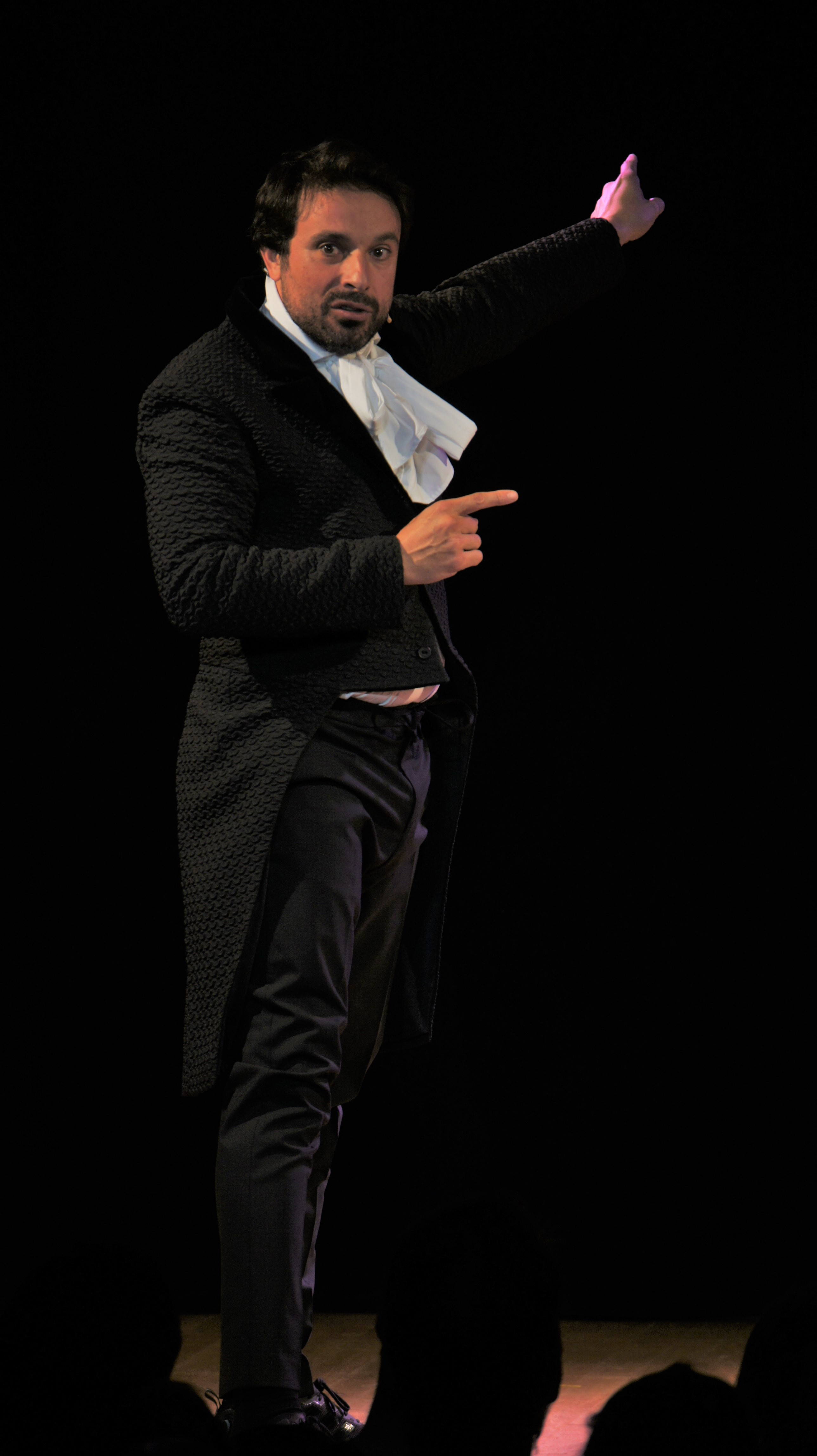
Bruno Salomone concorrendo ao seu terceiro espetáculo, Euphorique, em 2016.

Em 2008, Bruno Salomone estrelou a comédia romântica State of Cravings de Claude d'Anna, transmitida na France 2. Em 2009, participou no telefilme Le temps est à l'orage de Joyce Buñuel, com Pierre Mondy (TF1). Em 2010, apareceu no telefilme Big Jim de Christian Merret-Palmair. No mesmo ano, tocou com Julie Gayet na Famille décomposée, um telefilme de Claude d'Anna (France 3).
Em 2011, foi o herói da minissérie M6 La Pire Semaine de ma vie de Frédéric Auburtin.
Em 2013, desempenhou o papel principal do telefilme Lanester, o primeiro capítulo de uma coleção de thrillers iniciados por Franck Mancuso para a France 2. Também fez parte do elenco reunido por Jean Dujardin para o seu programa de desenhos Le Débarquement transmitido no Canal+.
Em 2015, apareceu na minissérie Le Secret d'Élise de Alexandre Laurent (TF1), depois em 2016 no telefilme Meurtres à l'île de Ré, transmitido na France 3.
Apareceu no teatro em 2013 em Mélodrame (s) por Gabor Rassov em La Pépinière-Théâtre e em 2015 em Un petit jeu sans conseqüência por Jean Dell e Gérald Sibleyras no Théâtre de Paris.
Em 2016, voltou aos palcos sozinho para um novo espetáculo: Euphorique. No mesmo ano, participou no filme Brice 3, a sequência de Brice de Nice, onde encontrou Jean Dujardin.
Após um primeiro livro de desenvolvimento pessoal, Un, Dos, Tres je destresse, baseado em seu personagem em Fais pas ci, pas pas ça, lançou em abril de 2019 o seu primeiro romance, Les Misophones pela Cherche midi Éditions, onde aborda a sua aversão doentia aos ruídos do dia a dia.